# Bernie Fryer
Bernie W. Fryer (Bellingham, 25 dicembre 1949) è un ex cestista e arbitro di pallacanestro statunitense, professionista nella NBA e nella ABA.

## Carriera
Venne selezionato dai Phoenix Suns al settimo giro del Draft NBA 1972 (109ª scelta assoluta).